# グレース・チョイ

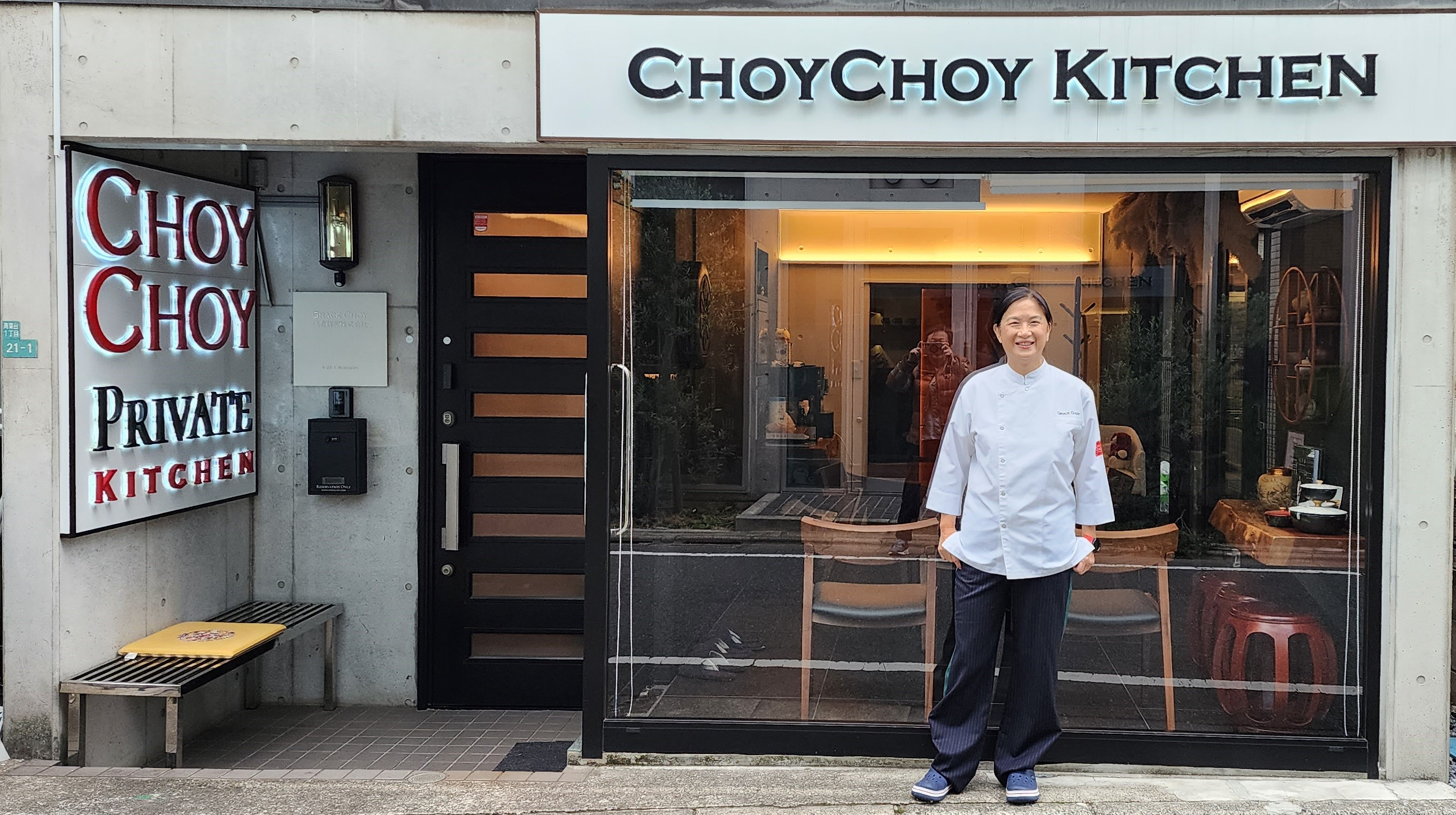
Grace Choy at the front of ChoyChoy

グレース・チョイ(英語: Grace Choy;中国語: 蔡孫美華)は、香港出身のシェフ。ChoyChoy Kitchen (チョイチョイキッチン)のシェフ兼創設者。
CNNによると、チョイチョイキッチン香港プライベートキッチン10 選。SCMPによると、香港のベストプライベートキッチン5選。
チョイは、政府のイベント、チャリティーイベント、5つ星ホテルなど、さまざまなプラットフォームにゲストシェフとして出演している。また、料理ビデオを共有したり、チャイナデイリー、ジャパンタイムズ、東洋経済などの出版物にグルメ記事を執筆したりしている。

## ChoyChoy Kitchen (チョイチョイキッチン)
彼女は2011年に香港でレストラン「ChoyChoy Kitchen」をオープンし、2019年に東京の西麻布に移転した。
現在、東京都目黒区青葉台にあるChoyChoy Kitchenは、4席のみの予約制である。

## ゲストシェフ

### 政府のイベント
- 世界のベストレストラン50賞[15]
- 東アジア文化都市[16]

### チャリティーイベント
- タイの人気レストラン[17]

### ホテル
- エディション三亜
- JW マリオット バンコク
- JWマリオット奈良
- JW マリオット 深セン
- ペニンシュラ バンコク
- シェラトン グランデ トーキョー ベイ
- セント レジス 珠海
- ザ ポートマン リッツ カールトン 上海
- ザ リッツ カールトン 北京 ファイナンシャル ストリート
- ザ リッツ カールトン マカオ
- W 香港
- W 上海 外灘
- W 台北

## 受賞
最優秀女性シェフ本選手権（グルマン世界料理本大賞2018)